# Kazimierz Chwalibóg Żeromski
Kazimierz Chwalibóg Żeromski herbu Jelita (zm. 1662) – stolnik wileński od 1654, starosta opeski i czeczerski, marszałek konfederacji wojsk litewskich w latach 1661-1663 tzw. Związku Braterskiego, marszałek konfederacji wierzbołowskiej 1655 roku.
Porucznik husarski w chorągwi hetmana Wincentego Gosiewskiego, pułkownik królewski i regimentarz. Był uczestnikiem konfederacji tyszowieckiej w 1655 roku. Po bitwie pod Werkami w 1658 roku rozproszone chorągwie litewskie zebrały się w obozie pod Kiejdanami, gdzie wobec braku dowódcy wybrano dwóch regimentarzy, w tym Kazimierza Żeromskiego do dowództwa nad jazdą. 
Poseł sejmiku wileńskiego na sejm 1661 roku. Od 11 września 1661 roku stał na czele Związku Braterskiego, a następnie po odparciu ataków moskiewskich na obóz związkowców wziął wraz z nimi udział w bitwie pod Kuszlikami, w której Stefan Czarniecki pokonał wojska moskiewskie Iwana Chowańskiego.
W listopadzie 1662 roku Kazimierz Żeromski został porwany z Wilna i zamordowany w folwarku Dubny koło Wołpy z inicjatywy Konstantego Kotowskiego, wicemarszałka litewskich związków wojskowych, który podejrzewał go o spiskowanie z hetmanem polnym litewskim Wincentym Gosiewskim. Kotowski za ten czyn i mord na Wincentym Gosiewskim został aresztowany w maju 1663 r., a następnie skazany na karę śmierci przez ścięcie i poćwiartowanie. Wyrok wykonano przed ratuszem warszawskim 3 stycznia 1665 roku.
Nazwisko Żeromskiego pojawia się w Potopie Henryka Sienkiewicza – był pułkownikiem chorągwi komputowej stacjonującej na Podlasiu. Przyłączył się do konfederacji antyszwedzkiej i kandydował do godności regimentarza, którą jednak otrzymał pan Jan Onufry Zagłoba.